# Caligus tripedalis
Caligus tripedalis is een eenoogkreeftjessoort uit de familie van de Caligidae. De wetenschappelijke naam van de soort is voor het eerst geldig gepubliceerd in 1972 door Heegaard.